# Dendrobium fytchianum
Dendrobium fytchianum är en orkidéart som beskrevs av James Bateman och Heinrich Gustav Reichenbach. Dendrobium fytchianum ingår i släktet Dendrobium, och familjen orkidéer. Inga underarter finns listade i Catalogue of Life.